# Sinus petrosus inferior

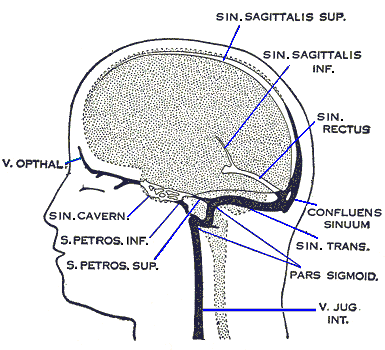
Venöse Blutleiter des Gehirns

Der Sinus petrosus inferior ist einer der venösen Blutleiter des Gehirns. Er verläuft unterhalb des Sinus petrosus superior. Der Sinus petrosus inferior stellt die Verbindung zwischen Sinus cavernosus und Vena jugularis interna her. Er liegt in einer Furche an der Innenseite des Felsenbeins und verlässt die Schädelhöhle zusammen mit dem neunten Hirnnerven durch das Foramen jugulare.
Die direkte Katheterisierung des Sinus petrosus inferior ermöglicht eine Blutentnahme aus diesem Blutleiter. Da dieser direkt das Blut der Hypophyse ableitet, ist ein höherer Spiegel des ACTH im Vergleich zu dem in einer anderen Vene ein Indiz dafür, dass ein Cushing-Syndroms durch eine Überfunktion der Hirnanhangsdrüse bedingt ist.